# Pravični delež
Pravíčni délež (angleško fair share ali fair division) pomeni, da sme vsaka država porabiti tolikšen delež planetarnih virov (dobrin), kolikršen je delež njenega prebivalstva glede na celotno človeško populacijo. Pri tem so seveda dopustna manjša odstopanja (npr. pri porabi energije, namenjene ogrevanju, bi bili lahko prebivalci hladnejših območij planeta deležni večje količine energetskih virov na prebivalca), odstopanja bi lahko bila tudi zaradi kulturnih posebnosti, tradicije itd.).